# Muang Nong
Muang Nong är ett distrikt i Laos.   Det ligger i provinsen Savannakhet, i den sydöstra delen av landet, 500 km öster om huvudstaden Vientiane.